# لودفيج نول
لودفيج نول (بالألمانية: Ludwig Nohl)‏ (من مواليد 5 ديسمبر 1831 في إزرلون - وتوفي في 15 ديسمبر 1885 في هايدلبرغ) عالم وكاتب موسيقي ألماني، اشتهر باكتشاف ونشر معزوفة الشهير بيتهوفن، «من أجل إليزه».

## حياته
بعد التخرج من الجمنازيوم في دويسبورغ، درس نول الفقه في جامعات بون وهيدلبرغ وبرلين، حيث تلقى تدريبات في الموسيقى من سيغفريد ويلهلم ديهن وفريدريش كيل. في الفترة من 1853 إلى 1856، كان مستشارًا وقام برحلات إلى فرنسا وإيطاليا، كما قام بتدريس الموسيقى في هايدلبرغ. في عام 1860، كتب أطروحته في موزارت وحصل على درجة خصوصية لـ «تاريخ وجمالية الفن الموسيقي».
في عام 1864 انتقل إلى ميونيخ وقدم مقدمة ل ريتشارد فاغنر، الذي أثنى على أعماله في كتاباته. في عام 1865 منحه الملك لودفيج الثاني لقب أستاذ الموسيقى في جامعة ميونيخ لتجميعه لرسائل موتسارت. ومع ذلك، لم يكن أعضاء هيئة التدريس بالجامعة محرومين من نول، ولم يُمنح أي واجبات تدريس. في تلك السنة اكتشف من خلال «المعلم الصناعي» بابيث بريدل في ميونيخ التوقيع المفقود الآن لبيتهوفيل «من أجل اليزا». نُشر العمل لأول مرة في عام 1867 في كتاب نول «رسائل بيتهوفن الجديدة» (Neue Briefe Beethovens).
من 1868 إلى 1872 عاش في بادينوييلر وعاد في نهاية المطاف إلى هايدلبرغ. في عام 1875، كان محبباً في كلية الفنون التطبيقية في كارلسروه (سلف معهد كارلسروه للتكنولوجيا) وأصبح أستاذاً كاملاً في عام 1880.
كان واحدا من أكثر الكتاب قراءة على نطاق واسع في الموسيقى في عصره. كتب العديد من كتبه الكثير من المطبوعات. إرثه الرئيسي هو باحث بيتهوفن، وجزء من كتاباته موجود في أرشيف الدولة في إيسرلون.

## روابط خارجية (إنجليزية)
Works by Ludwig Nohl at Project Gutenberg
Works by or about Ludwig Nohl at Internet Archive